# Departamento do Exército dos Estados Unidos

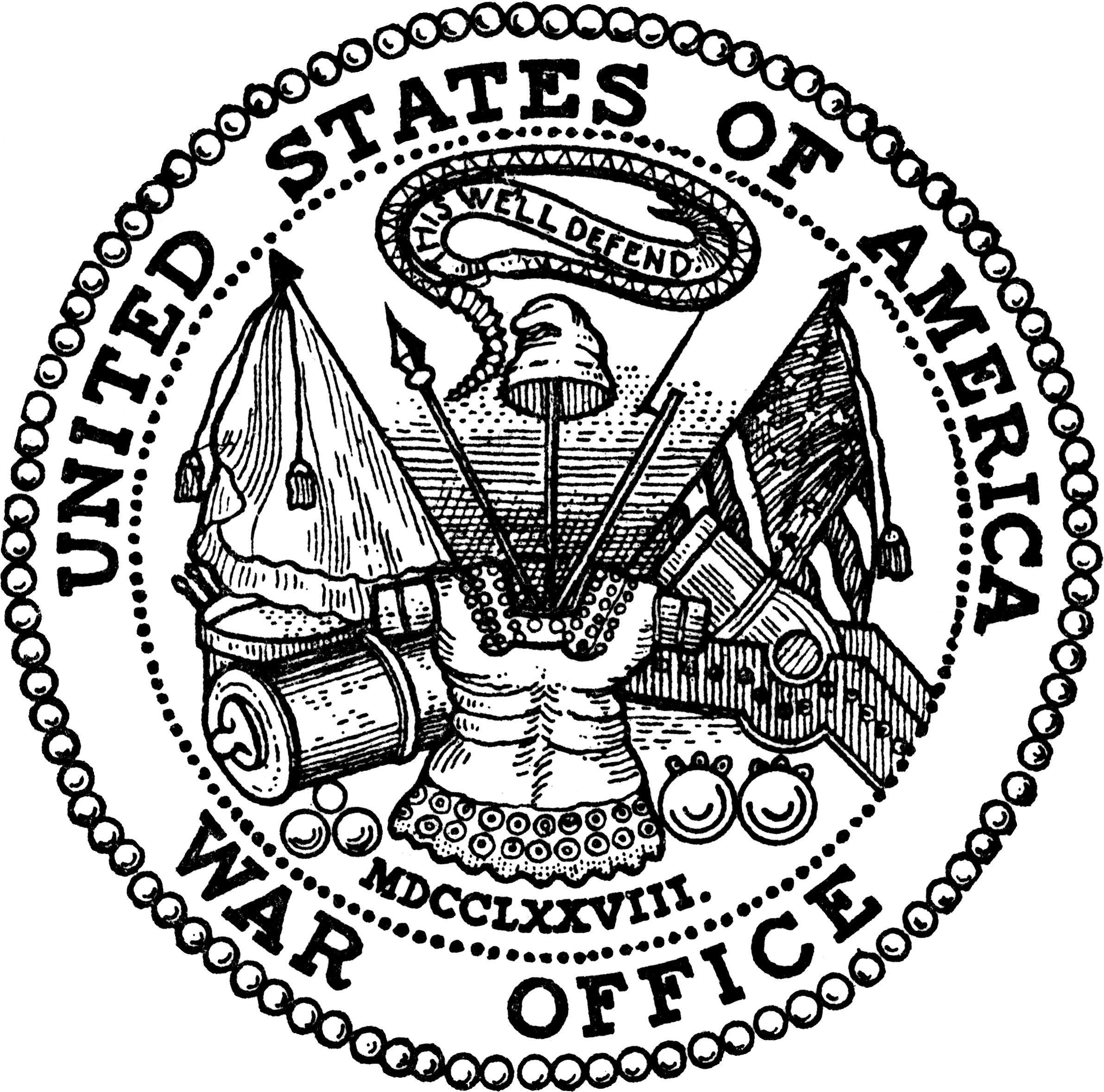
Selo do Departamento de Guerra (1789–1947)

O Departamento do Exército dos Estados Unidos (DA) é um dos três departamentos militares dentro do Departamento de Defesa dos Estados Unidos. O DA é a agência do governo federal dentro da qual o Exército dos Estados Unidos está organizado. Ele é liderado pelo secretário do Exército, um civil nomeado pelo presidente e confirmado pelo Senado. O oficial militar de mais alta patente no departamento é o chefe do Estado-Maior do Exército, que também é membro do Estado-Maior Conjunto. Outros altos funcionários do departamento incluem o subsecretário do Exército (principal adjunto do secretário) e o vice-chefe do Estado-Maior do Exército (principal adjunto do chefe do Estado-Maior).
O DA é sucessor do Departamento de Guerra, que foi originalmente formado em 1789 como um Departamento Executivo dos Estados Unidos. O Departamento de Guerra foi dividido pelo Ato de Segurança Nacional de 1947, criando o Departamento do Exército e o Departamento da Força Aérea em 18 de setembro de 1947.

## Estrutura organizacional
O Departamento do Exército é um Departamento Militar dentro do Departamento de Defesa dos Estados Unidos. O departamento é chefiado pelo secretário do Exército, que por lei deve ser um civil, nomeado pelo presidente com confirmação do Senado dos Estados Unidos. O secretário do Exército é responsável por conduzir todos os assuntos do Departamento do Exército e possui autoridade para isso, sujeito à autoridade, direção e controle do secretário de Defesa. O Departamento do Exército é dividido entre sua sede no governo federal e as organizações de campo do Exército.
Por determinação do secretário de Defesa, o secretário do Exército atribui forças do Exército, exceto aquelas unidades que desempenham funções enumeradas no Título 10 do Código dos Estados Unidos § 7013 (isto é, organizar, treinar e equipar) ou salvo determinação contrária, ao comando operacional dos comandantes dos Comandos Combatentes. Somente o secretário de Defesa (e o presidente) tem autoridade para aprovar a transferência de forças para e dos Comandos Combatentes, conforme o Título 10 do Código dos Estados Unidos § 162.

### Quartel-General do Departamento do Exército
O Quartel-General do Departamento do Exército é o escritório corporativo do departamento que exerce funções diretivas e de supervisão e consiste em dois grupos distintos: o Gabinete do Secretário do Exército (Título 10 do Código dos EUA § 7014), composto principalmente por civis; e o Estado-Maior do Exército (Título 10 do Código dos EUA §§ 7031 e 7032), composto principalmente por militares. O Gabinete do Secretário e o Estado-Maior do Exército são organizados de maneira semelhante, com civis e oficiais militares supervisionando áreas programáticas semelhantes.

#### Gabinete do Secretário
O Gabinete do Secretário é liderado pelo secretário do Exército, assistido pelo subsecretário do Exército e pelo assistente administrativo do secretário do Exército, que é o principal funcionário civil de carreira do departamento. O Gabinete do Secretário do Exército, também conhecido como Secretaria do Exército, é dividido em vários ramos com responsabilidades funcionais, sendo os seis mais importantes chefiados por um dos cinco secretários assistentes do Exército ou pelo conselheiro jurídico geral do Exército, todos civis nomeados pelo presidente e confirmados pelo Senado.

#### Estado-Maior do Exército
O Estado-Maior do Exército é liderado pelo chefe do Estado-Maior do Exército, um general quatro estrelas que é o oficial de mais alta patente do Exército e o representante do Exército no Estado-Maior Conjunto. O chefe do Estado-Maior é auxiliado na gestão do Estado-Maior do Exército pelo vice-chefe do Estado-Maior do Exército dos Estados Unidos, também um general quatro estrelas e o segundo oficial de mais alta patente do Exército. O Estado-Maior do Exército é dividido em várias diretorias, cada uma liderada por um general três estrelas; um subchefe do Estado-Maior (DCS, na sigla em inglês) para cada área: G-1 (pessoal), G-2 (inteligência), G-3 (operações), G-4 (logística), G-5 (planejamento), G-6 (rede), G-7 (treinamento), G-8 (finanças) e G-9 (instalações). O DCS G-3/5/7 é um único escritório que abrange operações, planejamento e treinamento.
Um dos principais oficiais dentro do Estado-Maior do Exército é o diretor do Estado-Maior do Exército, um general três estrelas. O diretor é responsável por integrar e sincronizar o trabalho do Gabinete do Secretário e do Estado-Maior do Exército, de modo que cumpram os objetivos e prioridades do secretário do Exército. Outras figuras importantes dentro do Estado-Maior do Exército incluem o sargento-mor do Exército, o Oficial Técnico Sênior do Estado-Maior, o Oficial Técnico-Chefe do Exército, o juiz-advogado geral do Exército dos Estados Unidos, o chefe da Reserva do Exército, o comandante da Polícia Militar do Exército dos Estados Unidos e o cirurgião-geral do Exército dos Estados Unidos. O chefe do Escritório da Guarda Nacional anteriormente era considerado parte do Estado-Maior do Exército, mas foi elevado ao posto de general quatro estrelas e passou a integrar o Estado-Maior Conjunto. O diretor da Guarda Nacional do Exército e o diretor da Guarda Nacional Aérea (ambos postos de general três estrelas) reportam-se ao chefe do Escritório da Guarda Nacional em termos de estratégia e políticas, mas recebem financiamento e orientações específicas de suas respectivas Forças, pois possuem autoridades legais distintas.